# Forster (Australie)
Pour les articles homonymes, voir Forster.
Forster est une ville australienne située dans la zone d'administration locale de Mid-Coast dans l'État de Nouvelle-Galles du Sud. 

## Géographie
La ville est située sur la côte de la mer de Tasman, à 300 km au nord-est de Sydney. Elle constitue une seule agglomération avec Tuncurry, sa ville jumelle au nord dont elle est séparée par l'embouchure du fleuve Coolongolook enjambé par un pont reliant les deux villes. Il est d'usage courant pour les Australiens de faire référence à la ville en l'appelant Forster-Tuncurry

## Toponymie
La ville est nommée en l'honneur de William Forster (1818-1882), Premier ministre de Nouvelle-Galles du Sud. La prononciation locale habituelle du nom est « Foster », sans le « r ».

## Démographie
La population de l'agglomération Forster-Tuncurry s'élevait à 20 554 habitants en 2021. La population de Forster seule s'élevait à 13 740 habitants en 2016 et à 14 187 habitants en 2021.

## Politique et administration
La ville est rattachée à la circonscription de Lyne pour les élections fédérales et à celle de Myall Lakes pour les élections à l'Assemblée législative de Nouvelle-Galles du Sud.

## Économie

### Tourisme
En raison de sa proximité avec Sydney, Forster-Tuncurry s'est imposée comme une destination de vacances populaire en été. Au cours des mois les plus chauds, la population augmente considérablement. Forster-Tuncurry est essentiellement un lieu de villégiature pour les familles autour des grands lacs et des plages de sable blanc.

### Plages
Les plages les plus populaires sont la plage principale de Forster et One Mile Beach, entretenues par Forster et Cape Hawke Surf Lifesaving Clubs, le club sauvetage, respectivement. Pebbly Beach (« plage de galets ») est populaire auprès des surfeurs locaux.